# 琥珀蛙属
琥珀蛙属（学名：Electrorana）为无尾目的一个属。属名为拉丁文electrum（“琥珀”）+ rana（“青蛙”）。

## 下属物种
本属包括以下物种：
- 李墨琥珀蛙 Electrorana limoae Xing et al., 2018，中美科学家团队在缅甸琥珀中发现的9900万年前恐龙时代的蛙类标本，种名以标本提供者、琥珀收藏家李墨的名字命名[1]